# Lamsidaya
Lamsidaya is een bestuurslaag in het regentschap Aceh Besar van de provincie Atjeh, Indonesië. Lamsidaya telt 922 inwoners (volkstelling 2010).